# Chùa Linh Phong (Đà Lạt)

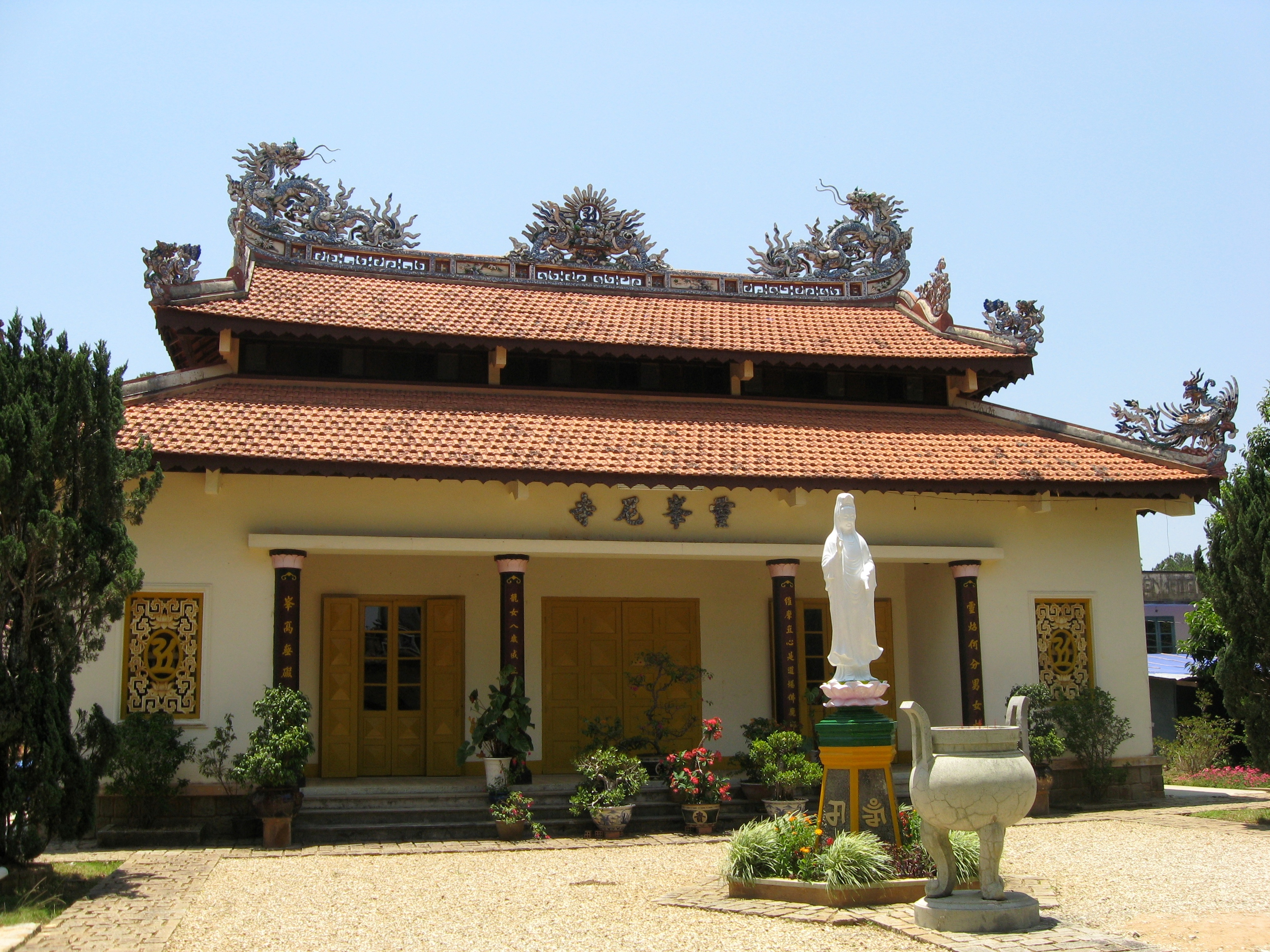
Chùa Linh Phong

Chùa Linh Phong, hay tên đầy đủ là Chùa sư nữ Linh Phong, là ngôi chùa nằm trên một đồi cao ở số 72 C đường Hoàng Hoa Thám, thành phố Đà Lạt. Chùa Linh Phong vốn là một nơi thờ Phật được dựng năm 1940, khi đó chỉ lợp tranh, vách bằng ván. Từ năm 1946, nơi thờ tự này được chuyển giao cho sư bà Thích Nữ Từ Hương. Dần từng bước, sư bà Thích Nữ Từ Hương xây dựng nên ngôi chùa như ngày nay.